# Jimmy Baldwin
James Baldwin (12 tháng 1 năm 1922 – 1985) là một cầu thủ bóng đá người Anh có 268 lần ra sân ở Football League thi đấu ở vị trí tiền vệ cho Blackburn Rovers và Leicester City. Sau đó Baldwin trở thành cầu thủ-huấn luyện viên của đội bóng tại Eastern Counties League Great Yarmouth Town, trước khi ra đi năm 1957 để đảm nhận vị trí tương tự tại đội bóng ở Southern League Yeovil Town.